# Mimosa decurrens
Mimosa decurrens är en ärtväxtart som beskrevs av Henri-Louis Duhamel du Monceau. Mimosa decurrens ingår i släktet mimosor, och familjen ärtväxter. Inga underarter finns listade i Catalogue of Life.

## Bildgalleri

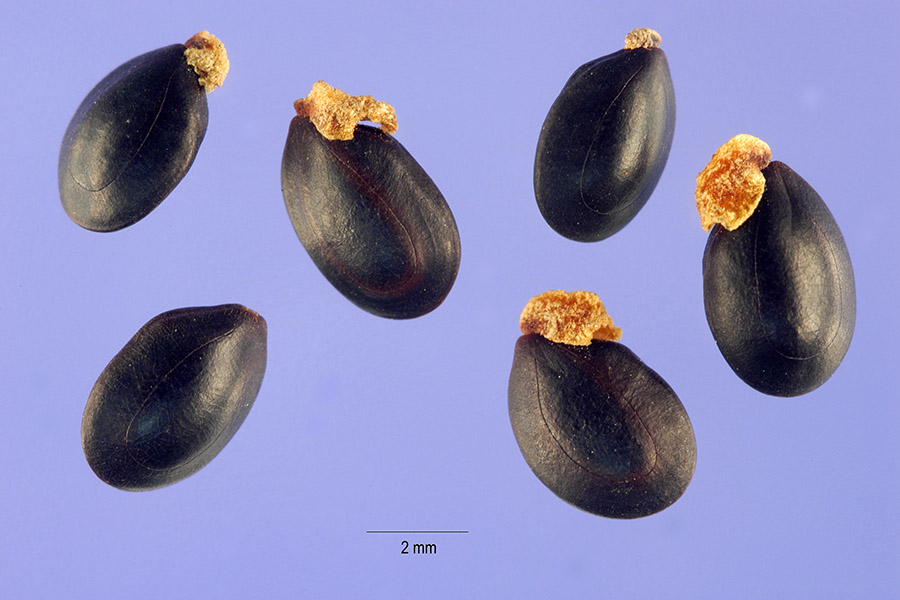
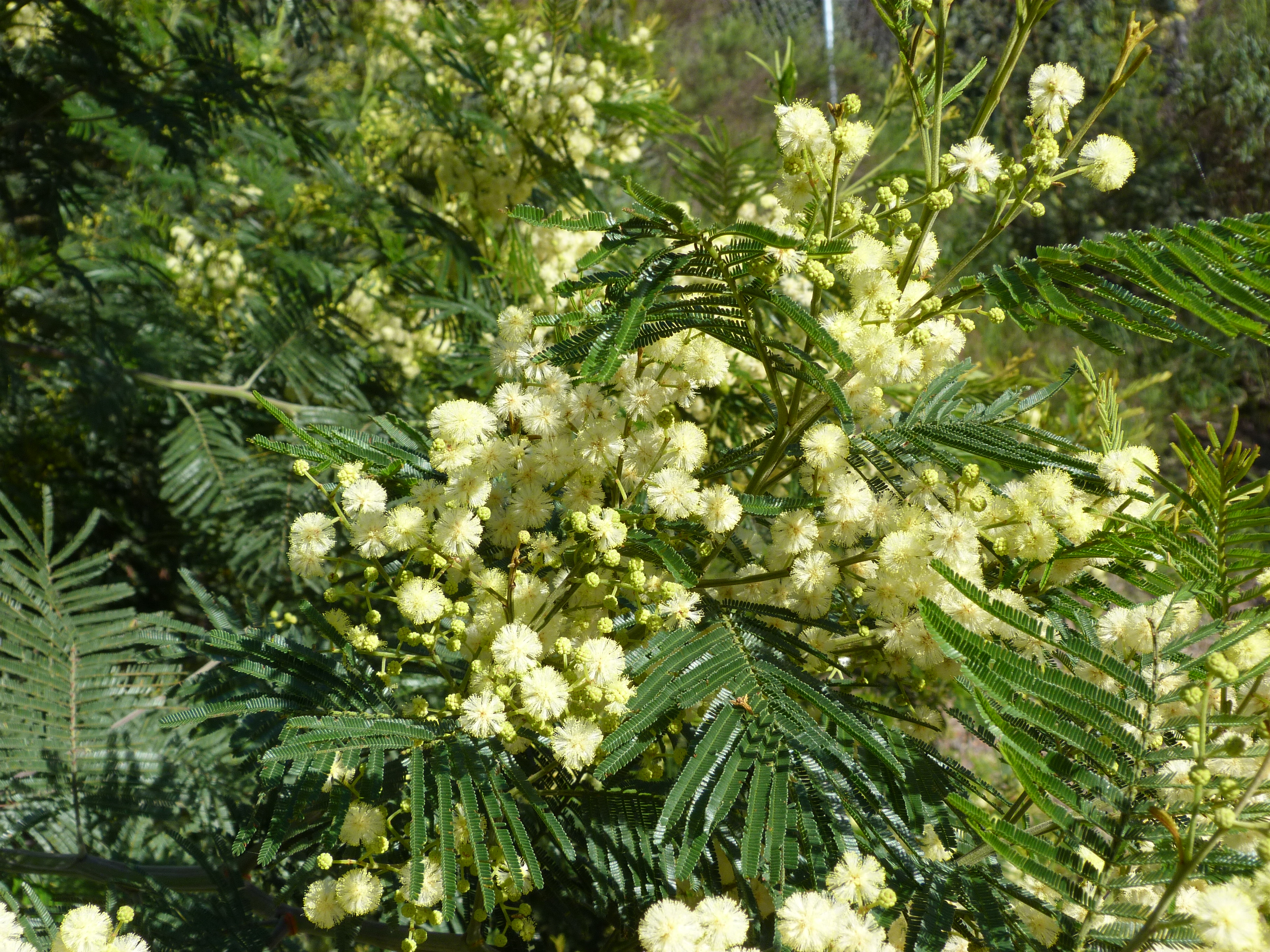
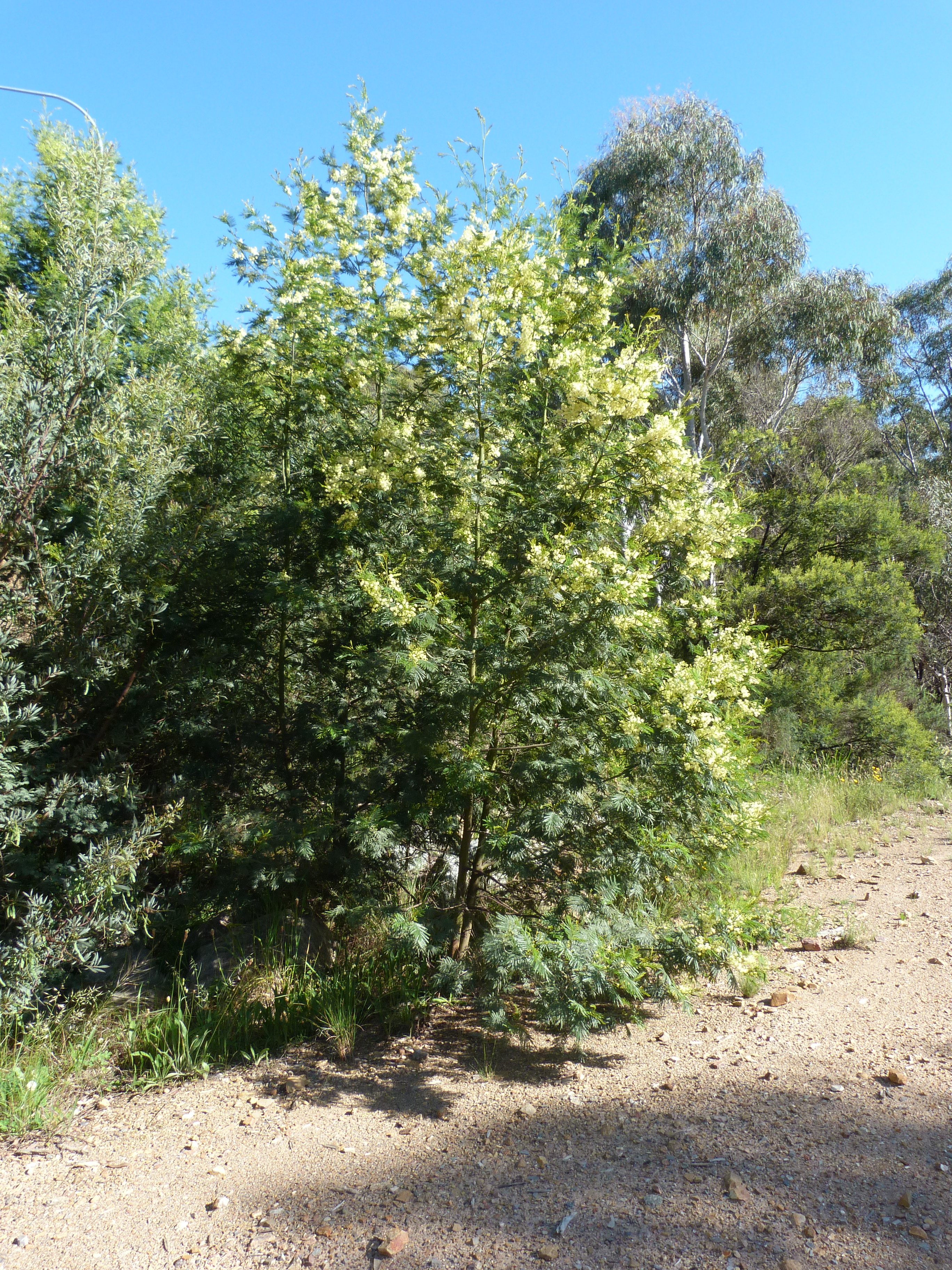
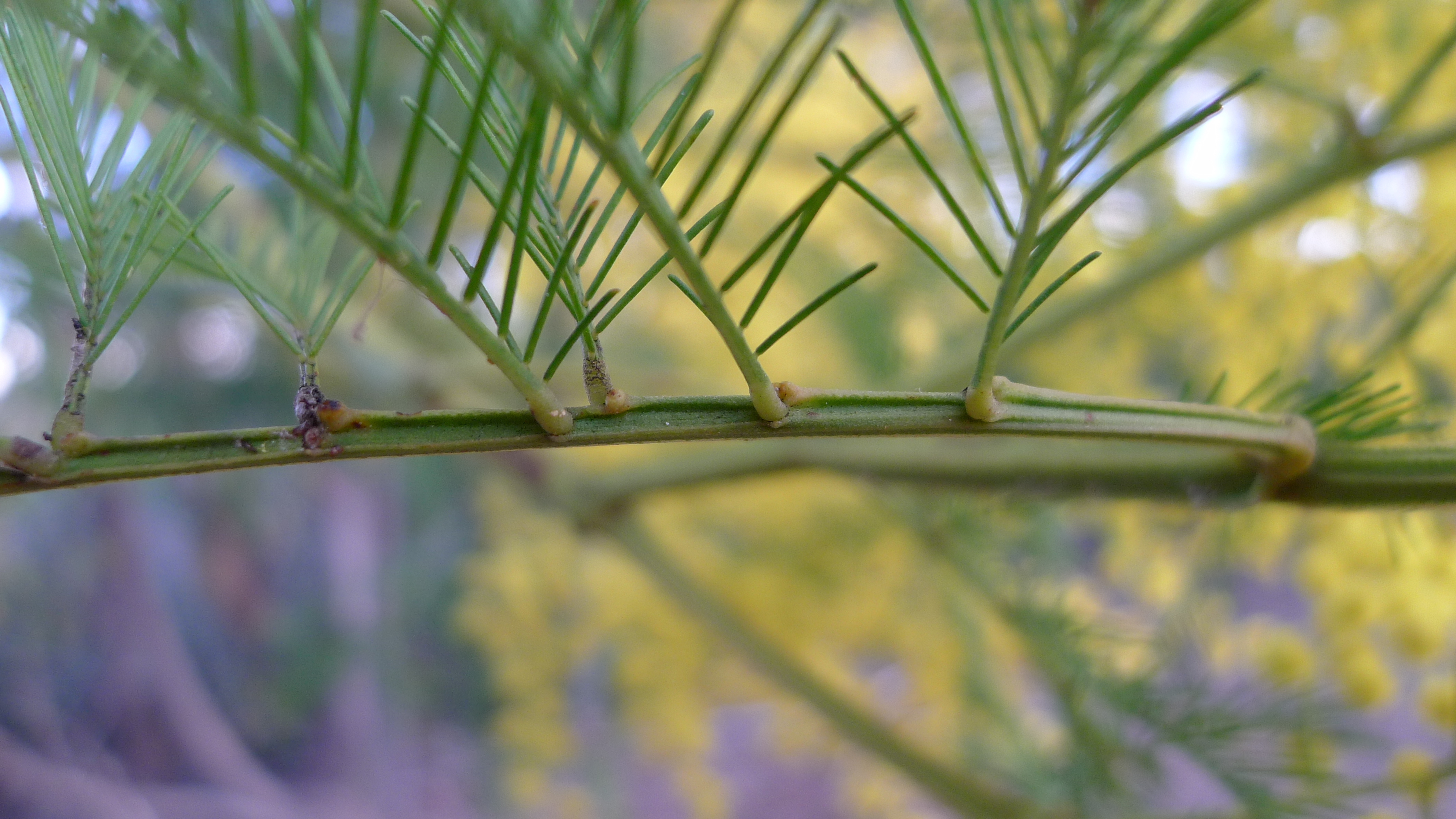